# Cro (série télévisée d'animation)
Pour les articles homonymes, voir Cro.
Cro est une série télévisée d'animation américaine pour enfants en 20 épisodes de 23 minutes,  produite par Phil Roman et diffusée entre le 18 septembre 1993 et le 22 octobre 1994 sur ABC.

## Synopsis
Cette série met en scène la vie d'un jeune garçon de l'époque de l'homme de Cro-Magnon.

## Voix originales
- Max Casella : Cro
- Frank Welker : Gogg / Bobb
- Tress MacNeille : Pakka
- Charles Adler : Steamer
- Ruth Buzzi : Dr C
- Candi Milo : Nandi
- Jim Cummings : Ogg

## Épisodes

### Première saison (1993)
1. Titre français inconnu (Just A Stone's Throw Away)
2. Titre français inconnu (No Time for Steamer)
3. Titre français inconnu (Destroy All Buckies)
4. Titre français inconnu (It's Snow Problem)
5. Titre français inconnu (Let Me Help)
6. Titre français inconnu (The Legend of Big Thing)
7. Titre français inconnu (Laugh Mammoth, Laugh)
8. Titre français inconnu (Pakka's Cool Invention)
9. Titre français inconnu (Here's Looking At You, Cro)
10. Titre français inconnu (No Way Up)
11. Titre français inconnu (Adventures in Miscommunications)
12. Titre français inconnu (Escape from Mung Island)
13. Titre français inconnu (Pulley for You)
14. Titre français inconnu (Things That Eat Mung in the Night)

### Deuxième saison (1994)
1. Titre français inconnu (Meal Like A Pig)
2. Titre français inconnu (What's That Smell)
3. Titre français inconnu (Play It Again, Cro...Not!)
4. Titre français inconnu (Lever in a Million Years)
5. Titre français inconnu (Turn Up the Heat)
6. Titre français inconnu (They Move Mammoths, Don't They?)